# Pimelodus garciabarrigai
Pimelodus garciabarrigai es una especie de peces de la familia Pimelodidae en el orden de los Siluriformes.

## Distribución geográfica
Se encuentran en Sudamérica: cuenca del Orinoco en Colombia.